# Bolitoglossa engelhardti
Bolitoglossa engelhardti é uma espécie de anfíbio caudado pertencente à família Plethodontidae, sub-família Plethodontinae.